# Боярышник двухкосточковый
Боярышник двухкосточковый (лат. Crataegus ×dipyrena) — дерево, вид рода Боярышник (Crataegus) семейства Розовые (Rosaceae).

## Распространение и экология
В природе ареал вида охватывает Крым. Эндемик. Описан из окрестностей села Привольное.
Произрастает по горным склонам, среди кустарников.

## Ботаническое описание
Побеги голые, покрытые сизым налётом, обычно неколючие; кора ветвей серая.
Листья резко двуцветные, тёмно-зелёные, лоснящиеся сверху и светлые, беловатые снизу, слабо опушённые. Нижние листья коротко черешчатые, клиновидные, от зубчатых или надрезанных на вершине до трёхлопастных; верхние длиной до 6 см, шириной 5 см, в очертании яйцевидные или ромбические, с широко-клиновидным или округло-клиновидным основанием, глубоко-пятилопастные, иногда семилопастные.
Соцветия короче листьев, длиной до 4 см, диаметром 7 см, рыхлые, 7—15-цветковые; цветоножки голые; чашелистики яйцевидно-треугольные, на вершине внезапно суженные в короткий носик; венчик диаметром 15—18 мм; тычинок 18—20; столбиков 2, реже 1 или 3.
Плоды от тёмно-красных до чёрно-пурпурных. Косточки в числе двух, реже одна или три, округлые, диаметром 13 мм.
Цветение в мае. Плодоношение в октябре.

## Таксономия
Вид Боярышник двухкосточковый входит в род Боярышник (Crataegus) трибы Pyreae подсемейства Спирейные (Spiraeoideae) семейства Розовые (Rosaceae) порядка Розоцветные (Rosales).
По видимому является гибридом боярышника пятипестичного (Crataegus pentagyna) и боярышника однопестичного (Crataegus monogyna).
|  |                                      |  |                                                              |                                                              |                   |  | ещё 8 семейств (согласно Системе APG III) | ещё 8 семейств (согласно Системе APG III)    |                                              |  |  |  | ещё 7 триб (согласно Системе APG III)         | ещё 7 триб (согласно Системе APG III)         |  |  |  |  | ещё от 200 до 300 видов | ещё от 200 до 300 видов |
|  |                                      |  |                                                              |                                                              |                   |  | ещё 8 семейств (согласно Системе APG III) | ещё 8 семейств (согласно Системе APG III)    |                                              |  |  |  | ещё 7 триб (согласно Системе APG III)         | ещё 7 триб (согласно Системе APG III)         |  |  |  |  | ещё от 200 до 300 видов | ещё от 200 до 300 видов |
|  |                                      |  |                                                              | порядок Розоцветные                                          |                   |  |                                           |                                              | подсемейство Спирейные                       |  |  |  |                                               | род Боярышник                                 |  |  |  |  |                         |                         |
|  |                                      |  |                                                              | порядок Розоцветные                                          |                   |  |                                           |                                              | подсемейство Спирейные                       |  |  |  |                                               | род Боярышник                                 |  |  |  |  |                         |                         |
|  | отдел Цветковые, или Покрытосеменные |  |                                                              |                                                              | семейство Розовые |  |                                           |                                              | триба Pyreae                                 |  |  |  | вид Боярышник двухкосточковый                 |                                               |  |  |  |  |                         |                         |
|  | отдел Цветковые, или Покрытосеменные |  |                                                              |                                                              |                   |  |                                           |                                              |                                              |  |  |  |                                               |                                               |  |  |  |  |                         |                         |
|  |                                      |  | ещё 44 порядка цветковых растений (согласно Системе APG III) | ещё 44 порядка цветковых растений (согласно Системе APG III) |                   |  |                                           | ещё 8 подсемейств (согласно Системе APG III) | ещё 8 подсемейств (согласно Системе APG III) |  |  |  | ещё около 60 родов (согласно Системе APG III) | ещё около 60 родов (согласно Системе APG III) |  |  |  |  |                         |                         |
|  |                                      |  |                                                              | ещё 44 порядка цветковых растений (согласно Системе APG III) |                   |  |                                           |                                              | ещё 8 подсемейств (согласно Системе APG III) |  |  |  |                                               | ещё около 60 родов (согласно Системе APG III) |  |  |  |  |                         |                         |